# 阿倫·鄧尼
阿倫·詹姆斯·鄧尼（英語：Alan James Dunne，1982年8月23日—）是愛爾蘭的職業足球運動員，司職後衛，2015年5月隨着米禾爾由英格蘭足球冠軍聯賽降級至英格蘭足球甲級聯賽，鄧尼被球會拋棄。
鄧尼在8歲時加盟米禾爾，2002年3月19日他首次在一線隊亮相對戰錫菲聯。在2009-10賽季結束後，鄧尼被評為年度最佳球員。他在米禾爾共有十次被紅牌出場，和在職業生涯共得到85張黃牌。

### 榮譽
米禾爾
- 英格蘭足球乙級聯賽 (1): 2000–01
- 英格蘭足球甲級聯賽附加賽得主 (1): 2010

獎項
- 米禾爾年度最佳球員 (1): 2009–10

## 外部連結
- 足球数据库：Alan Dunne的球员统计数据
- Millwall F.C. Profile